# Camp Warehouse
Camp Warehouse var den multinationella förläggning i Kabul där de inledande svenska truppbidragen till ISAF i Afghanistan var förlagda innan Sverige övertog ansvaret för regionen kring Mazar-e Sharif. I samband med detta byggdes Camp Northern Lights och blev Sveriges huvudsakliga förläggning inom ISAF. Den svenska delen av Camp Warehouse bestod i ett litet antal bostads- och kontorscontainrar. Under tiden svensk personal var förlagda till campen utsattes området vid flera tillfällen för attacker med indirekt eld (granatkastare, raketbeskjutning och liknande) samt självmordsattacker . Inga svenskar skadades vid någon av dessa tillfällen.